# Arthur Askey
Arthur Bowden Askey (6 de junio de 1900 – 16 de noviembre de 1982) fue un actor británico.

## Biografía
Nacido en Liverpool, Inglaterra, sus padres eran Samuel Askey, secretario de la firma Sugar Products of Liverpool, y su esposa, Betsy Bowden. Arthur fue educado en la St. Michael's Council School (1905–11) y en el Liverpool Institute for Boys (1911–16). Sirvió en las Fuerzas Armadas durante la Primera Guerra Mundial actuando en entretenimientos para los soldados. Tras trabajar como empleado en la corporación de la ciudad, participó en actividades musicales y en el music hall, llegándole el estrellato en 1938 gracias a su papel en el show Band Waggon, en la BBC. El programa empezó siendo de variedades pero, dado el escaso éxito, Askey y Richard Murdoch intervinieron en los guiones. El humor de Askey debía mucho a la alegría de los personajes interpretados por él, a su improvisación y al uso de latiguillos. 
A principios de la década de 1930, Askey actuó en una forma primitiva de la televisión BBC — una invención de John Logie Baird que solo disponía de treinta líneas verticales. Askey tenía que llevar mucho maquillaje a fin de que su cara fuera reconocible con una resolución tan baja. Cuando la televisión se hizo electrónica, con 405 líneas horizontales, Askey ya era un intérprete regular en programas de variedades. 
Durante la Segunda Guerra Mundial Askey protagonizó varias comedias de Gainsborough Pictures, incluyendo Band Waggon (1940), basada en su show radiofónico, Charley's (Big-Hearted) Aunt (1940), The Ghost Train (1941), I Thank You (1941), Back Room Boy (1942), King Arthur Was a Gentleman (1942), Miss London Ltd. (1943), y Bees in Paradise (1944), así como el popular musical del West End londinense Follow the Girls. En televisión hizo diferentes trabajos, siendo su primera serie Before Your Very Eyes! (1952). En 1957 los guionistas Sid Colin y Talbot Rothwell retomaron el formato de Band Waggon para crear Living It Up, una serie que reunió a Askey y Murdoch 18 años más tarde. 
En las décadas de 1950 y 1960 actuó en diferentes sitcoms,  incluyendo Love and Kisses, Arthur's Treasured Volumes y The Arthur Askey Show. En los años setenta continuó trabajando para la televisión, destacando su intervención en el programa New Faces, junto a Tony Hatch y Mickie Most. Además trabajó en el concurso Joker's Wild.
Además hizo diversas interpretaciones teatrales dentro del género de la pantomima. 
Aparte de su carrera como actor, hizo grabaciones, tales como "The Bee Song" y su tema principal, "Big-Hearted Arthur".
Su último film fue Rosie Dixon - Night Nurse (1978), con Debbie Ash. Poco después se vio forzado a abandonar la interpretación debido a problemas circulatorios que motivaron la amputación de sus piernas, muriendo en Londres en 1982 a consecuencia de complicaciones de la cirugía. Fue enterrado en el Cementerio Putney Vale de Londres. Su hija, Anthea Askey, fue también actriz y trabajó a menudo con él. Durante muchos años, Askey fue miembro del Savage Club, (un club londinense de caballeros).